# Kinga Kovács
Kinga Kovács (Budapest, 1973) és una discjòquei, locutora, traductora i investigadora hongaresa. El seu interès rau en l'estudi de les mecàniques de la cultura. La seva tesi doctoral analitza la relació entre la poesia i la música en diferents entorns. És llicenciada en literatura i lingüística angleses per la Universitat Eötvös Loránd de Budapest i en administració d'empreses pel Col·legi de Comerç Exterior de la Universitat de Lincoln —antigament coneguda com a Universitat de Humberside–, de Lincoln.
Kovács combina la investigació al Centre de Mitjans i Comunicacions de la Universitat de Tecnologia i Economia de Budapest, amb les seves sessions musicals com disc jockey a la ràdio hongaresa; a més, ofereix un espectacle literari radiofònic bisetmanal anomenat Empirical walker. Com a directora creativa i disk jokey, Kinga participa en l'organització d'esdeveniments de poesia multimèdia i en l'acompanyament literari-musical d'instal·lacions artístiques. El seu treball principal com locutora es desenvolupa en Ràdio Tilos, la ràdio comunitària de més antiguitat a Europa central i oriental, on tracta esdeveniments relacionats amb artistes d'avantguarda anglesos i hongaresos. Va començar a traduir de la mà de Peter Finch i des d'aleshores ha traduït diversos relats del Carib i assaigs sobre la cultura. Com a membre del grup multimèdia Solit, ha dirigit actuacions amb Jean Binta Breeze, Dorotea Smartt, Dwayne Morgan, Phenzwaan i altres autors i poetes hongaresos.